# Shōhei Nose
Shōhei Nose (japanisch 野瀬 将平 Nose Shōhei; * 20. Juli 1993 in Tachiarai, Mii, Fukuoka) ist ein japanischer Volleyballspieler.

## Karriere
Nose spielte von 2016 bis 2020 beim FC Tokyo. Anschließend hatte der Libero seine erste Station im Ausland beim israelischen Verein Hapoel Kfar Saba. In der Saison 2021/22 war er in Finnland bei Savo Volley aktiv. Danach kehrte er zurück in die Heimat und spielte für die Tokyo Great Bears. 2023 wurde Nose vom deutschen Bundesligisten SWD Powervolleys Düren verpflichtet. In der Saison 2023/24 unterlagen die SWD Powervolleys im DVV-Pokal hingegen bereits im Viertelfinale gegen die WWK Volleys Herrsching und im CEV-Pokal schieden sie im Achtelfinale aus. In den Bundesliga-Playoffs verloren die SWD Powervolleys als Tabellensechster im Viertelfinale gegen den VfB Friedrichshafen. In der Saison 2024/25 erreichte Nose mit Düren das DVV-Pokalfinale, das die Mannschaft mit 2:3 gegen die Berlin Recycling Volleys verlor. Anschließend mussten sie sich in den Bundesliga-Playoffs wie im Vorjahr im Viertelfinale gegen den VfB Friedrichshafen geschlagen geben. Nach der Saison beendete Nose seine Karriere als Spieler und kehrte nach Japan zurück, um sich bei den Tokyo Great Bears um eine U15-Mannschaft zu kümmern.